# Peter Laviolette
Pour les articles homonymes, voir Laviolette (homonymie).
Peter Laviolette Jr. (né le 7 décembre 1964 à Norwood dans le Massachusetts aux États-Unis) est un joueur professionnel de hockey sur glace devenu entraîneur, notamment dans la Ligue nationale de hockey.

## Carrière de joueur
Il commence sa carrière dans le championnat universitaire (NCAA) pour l'équipe de la Westfield State University en 1984-1985.
Deux ans plus tard, il rejoint la Ligue internationale de hockey, ligue dans laquelle il joue pour deux trois équipes avant de faire un bref passage au sein des Rangers de New York au cours de la saison 1988-1989 de la LNH. Il n'inscrit aucun points.
Par la suite, il rejoint la Ligue américaine de hockey et met fin à sa carrière de joueur en 1997 après trois saisons avec les Bruins de Providence.

### Statistiques joueur
| Saison    | Équipe                     | Ligue |    | Saison régulière | Saison régulière | Saison régulière | Saison régulière | Saison régulière |   | Séries éliminatoires | Séries éliminatoires | Séries éliminatoires | Séries éliminatoires | Séries éliminatoires |
| Saison    | Équipe                     | Ligue | PJ | B                | A                | Pts              | Pun              | PJ               | B | A                    | Pts                  | Pun                  |                      |                      |
| 1982-1983 | Westfield State University | NCAA  | 26 | 3                | 7                | 10               | 14               | -                | - | -                    | -                    | -                    |                      |                      |
| 1983-1984 | Westfield State University | NCAA  | 25 | 15               | 14               | 29               | 52               | -                | - | -                    | -                    | -                    |                      |                      |
| 1984-1985 | Westfield State University | NCAA  | 23 | 13               | 15               | 28               | 22               | -                | - | -                    | -                    | -                    |                      |                      |
| 1985-1986 | Westfield State University | NCAA  | 19 | 12               | 8                | 20               | 44               | -                | - | -                    | -                    | -                    |                      |                      |
| 1986-1987 | Checkers d'Indianapolis    | LIH   | 72 | 10               | 20               | 30               | 146              | 5                | 0 | 1                    | 1                    | 12                   |                      |                      |
| 1987-1988 | États-Unis                 | Intl. | 60 | 4                | 22               | 26               | 86               | -                | - | -                    | -                    | -                    |                      |                      |
| 1987-1988 | Rangers du Colorado        | LIH   | 19 | 2                | 5                | 7                | 27               | 9                | 3 | 5                    | 8                    | 7                    |                      |                      |
| 1988-1989 | Rangers de Denver          | LIH   | 57 | 6                | 19               | 25               | 120              | 3                | 0 | 0                    | 0                    | 4                    |                      |                      |
| 1988-1989 | Rangers de New York        | LNH   | 12 | 0                | 0                | 0                | 6                | -                | - | -                    | -                    | -                    |                      |                      |
| 1989-1990 | Spirits de Flint           | LIH   | 62 | 6                | 18               | 24               | 82               | 4                | 0 | 0                    | 0                    | 4                    |                      |                      |
| 1990-1991 | Rangers de Binghamton      | LAH   | 65 | 12               | 24               | 36               | 72               | 10               | 2 | 7                    | 9                    | 30                   |                      |                      |
| 1991-1992 | Rangers de Binghamton      | LAH   | 50 | 4                | 10               | 14               | 50               | 11               | 2 | 7                    | 9                    | 9                    |                      |                      |
| 1992-1993 | Bruins de Providence       | LAH   | 74 | 13               | 42               | 55               | 64               | 6                | 0 | 4                    | 4                    | 10                   |                      |                      |
| 1993-1994 | Gulls de San Diego         | LIH   | 17 | 3                | 4                | 7                | 20               | 9                | 3 | 0                    | 3                    | 6                    |                      |                      |
| 1994-1995 | Bruins de Providence       | LAH   | 65 | 7                | 23               | 30               | 84               | 13               | 2 | 8                    | 10                   | 17                   |                      |                      |
| 1995-1996 | Bruins de Providence       | LAH   | 72 | 9                | 17               | 26               | 53               | 4                | 1 | 1                    | 2                    | 8                    |                      |                      |
| 1996-1997 | Bruins de Providence       | LAH   | 41 | 6                | 8                | 14               | 40               | -                | - | -                    | -                    | -                    |                      |                      |

## Carrière d'entraîneur
En 1997-1998, il est l'entraîneur des Nailers de Wheeling de l'ECHL avant de retourner chez les Bruins de Providence jusqu'en 2000. En 1999, il reçoit le trophée Louis-A.-R.-Pieri en tant que meilleur entraîneur de la ligue. Son équipe gagne alors le championnat et la Coupe Calder.
En 2000-2001, il est l'adjoint de Pat Burns, entraîneur de la franchise des Bruins de Boston de la LNH.
La saison d'après, il rejoint les Islanders de New York et les mène après sept années vides aux séries éliminatoires. L'année d'après, les Islanders parviennent encore une fois à atteindre les séries mais ils sont une nouvelle fois éliminés au premier tour. En 2003-2004, il prend la tête des Hurricanes de la Caroline et gagne dès sa seconde saison derrière leur banc la Coupe Stanley.
La même année, il est l'entraîneur de l'équipe des États-Unis de hockey sur glace qui joue les Jeux olympiques d'hiver, à Turin. L'équipe perd en quarts de finale contre la Finlande.
Il est congédié de son poste d'entraîneur le 3 décembre 2008 et est remplacé, ironiquement, par celui à qui il a succédé, Paul Maurice.
Le 4 décembre 2009, il revient comme entraîneur avec les Flyers de Philadelphie en remplacement de John Stevens. Il est démis de ses fonctions 4 ans plus tard.

### Statistiques entraîneur
| Saison    | Équipe                    | Ligue |    | PJ | V  | D  | Pr   | % V                          |  | Séries éliminatoires |
| 1997-1998 | Nailers de Wheeling       | ECHL  | 70 | 37 | 24 | 9  | 59,3 | Éliminés au 3e tour          |  |                      |
| 1998-1999 | Bruins de Providence      | LAH   | 80 | 56 | 16 | 4  | 75,0 | Remporte la Coupe Calder     |  |                      |
| 1999-2000 | Bruins de Providence      | LAH   | 80 | 37 | 29 | 10 | 46,9 | Éliminés au 3e tour          |  |                      |
| 2001-2002 | Islanders de New York     | LNH   | 82 | 33 | 38 | 3  | 58,5 | Éliminés au 1re tour         |  |                      |
| 2002-2003 | Islanders de New York     | LNH   | 82 | 42 | 28 | 4  | 50,6 | Éliminés au 1re tour         |  |                      |
| 2003-2004 | Hurricanes de la Caroline | LNH   | 52 | 20 | 26 | 0  | 44,2 | Non qualifiés                |  |                      |
| 2005-2006 | Hurricanes de la Caroline | LNH   | 82 | 52 | 22 | 8  | 68,3 | Remporte la Coupe Stanley    |  |                      |
| 2006-2007 | Hurricanes de la Caroline | LNH   | 82 | 40 | 34 | 8  | 53,7 | Non qualifiés                |  |                      |
| 2007-2008 | Hurricanes de la Caroline | LNH   | 82 | 43 | 33 | 6  | 56,1 | Non qualifiés                |  |                      |
| 2008-2009 | Hurricanes de la Caroline | LNH   | 25 | 12 | 11 | 2  | 52,0 | Remplacé en cours de saison  |  |                      |
| 2009-2010 | Flyers de Philadelphie    | LNH   | 56 | 28 | 23 | 5  | 54,5 | Éliminés en finale           |  |                      |
| 2010-2011 | Flyers de Philadelphie    | LNH   | 82 | 47 | 23 | 12 | 64,6 | Éliminés au 2e tour          |  |                      |
| 2011-2012 | Flyers de Philadelphie    | LNH   | 82 | 47 | 26 | 9  | 62,8 | Éliminés au 2e tour          |  |                      |
| 2012-2013 | Flyers de Philadelphie    | LNH   | 48 | 23 | 22 | 3  | 51,0 | Non qualifiés                |  |                      |
| 2013-2014 | Flyers de Philadelphie    | LNH   | 3  | 0  | 3  | 0  | 0,0  | Remplacé en cours de saison  |  |                      |
| 2014-2015 | Predators de Nashville    | LNH   | 82 | 47 | 25 | 10 | 63,4 | Éliminés au 1re tour         |  |                      |
| 2015-2016 | Predators de Nashville    | LNH   | 82 | 41 | 27 | 14 | 58,5 | Éliminés au 2e tour          |  |                      |
| 2016-2017 | Predators de Nashville    | LNH   | 82 | 41 | 29 | 12 | 57,3 | Éliminés en finale           |  |                      |
| 2017-2018 | Predators de Nashville    | LNH   | 82 | 53 | 18 | 11 | 71,3 | Éliminés au 2e tour          |  |                      |
| 2018-2019 | Predators de Nashville    | LNH   | 82 | 47 | 29 | 6  | 61,0 | Éliminés au 1re tour         |  |                      |
| 2019-2020 | Predators de Nashville    | LNH   | 41 | 19 | 15 | 7  | 54,9 | Remplacés en cours de saison |  |                      |
| 2020-2021 | Capitals de Washington    | LNH   | 56 | 36 | 15 | 5  | 68,8 | Éliminés au 1er tour         |  |                      |
| 2021-2022 | Capitals de Washington    | LNH   | 82 | 44 | 26 | 12 | 61,0 | Éliminés au 1er tour         |  |                      |
| 2022-2023 | Capitals de Washington    | LNH   | 82 | 35 | 37 | 10 | 48,8 | Non qualifiés                |  |                      |
| 2023-2024 | Rangers de New York       | LNH   | 82 | 55 | 23 | 4  | 69,5 | Éliminés au 3e tour          |  |                      |

## Trophées et honneurs personnels

### Ligue nationale de hockey
- 2005-2006 : remporte la coupe Stanley en tant qu'entraîneur-chef des Hurricanes de la Caroline
- Entraîneur-chef au Match des étoiles en 2011, 2015, 2018 et 2024